# Licofrón de Feras
Licofrón de Feras fue el primer tirano que tomó el poder en Feras en el siglo V a. C. Fue probablemente el padre de Jasón de Feras, otro tirano de esta ciudad.
Ciudadano de Feras, Licofrón derribó el gobierno de la nobleza e instauró la tiranía. Emprendió luego la conquista militar del conjunto de Tesalia, y venció en la guerra tras masacrar a los guerreros tesalios venidos sobre todo de Larisa y probablemente partidarios de la familia de las Aleuadas. En 395 a. C., Medio de Larisa, apoyado por una confederación de estados griegos, entró en guerra contra Licofrón, que contaba con el apoyo de Esparta. Medio llegó a tomar Farsala. Las circunstancias de la muerte de Licofrón no son conocidas. 